# Heiligenfelde (Syke)

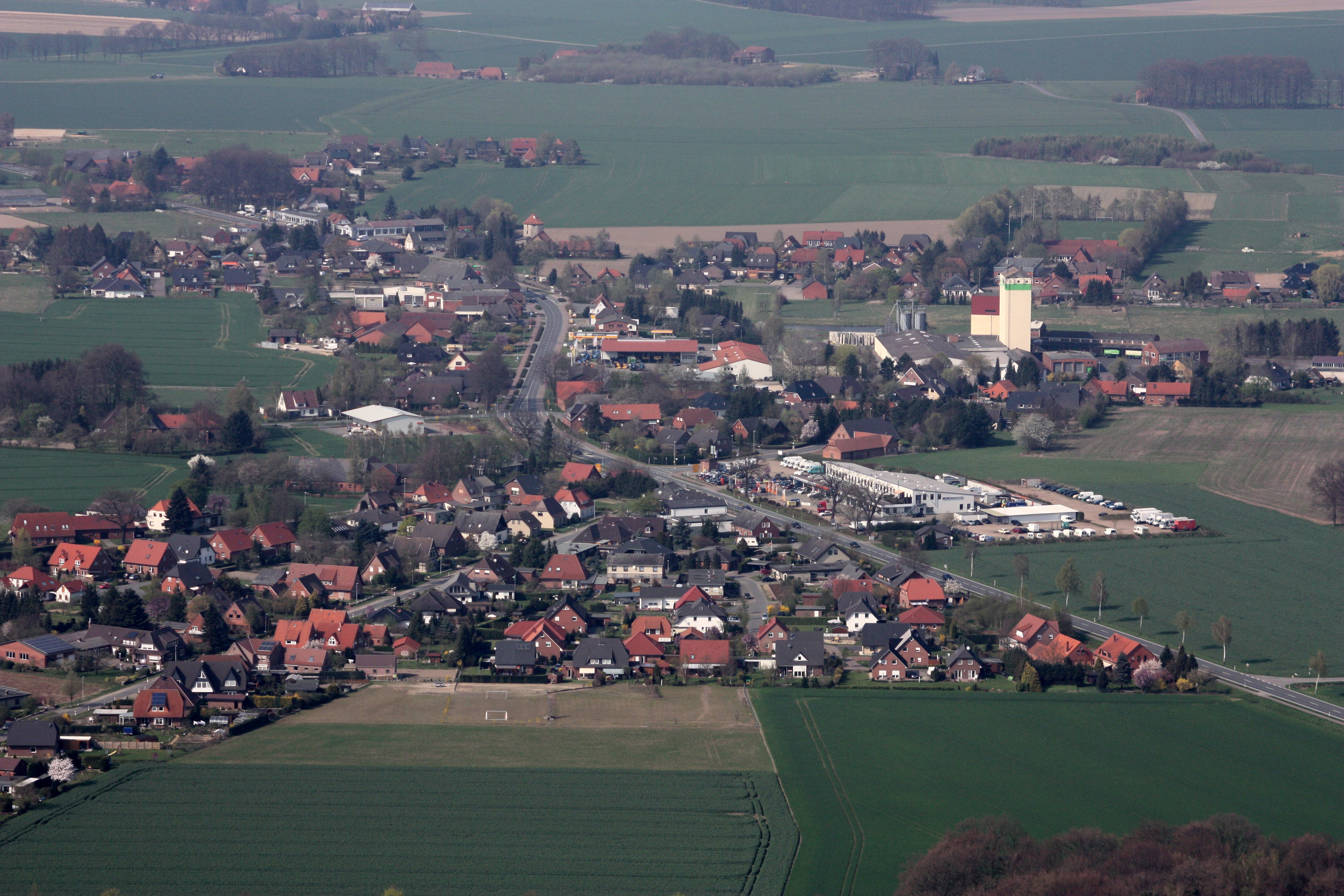
Luftaufnahme von Heiligenfelde

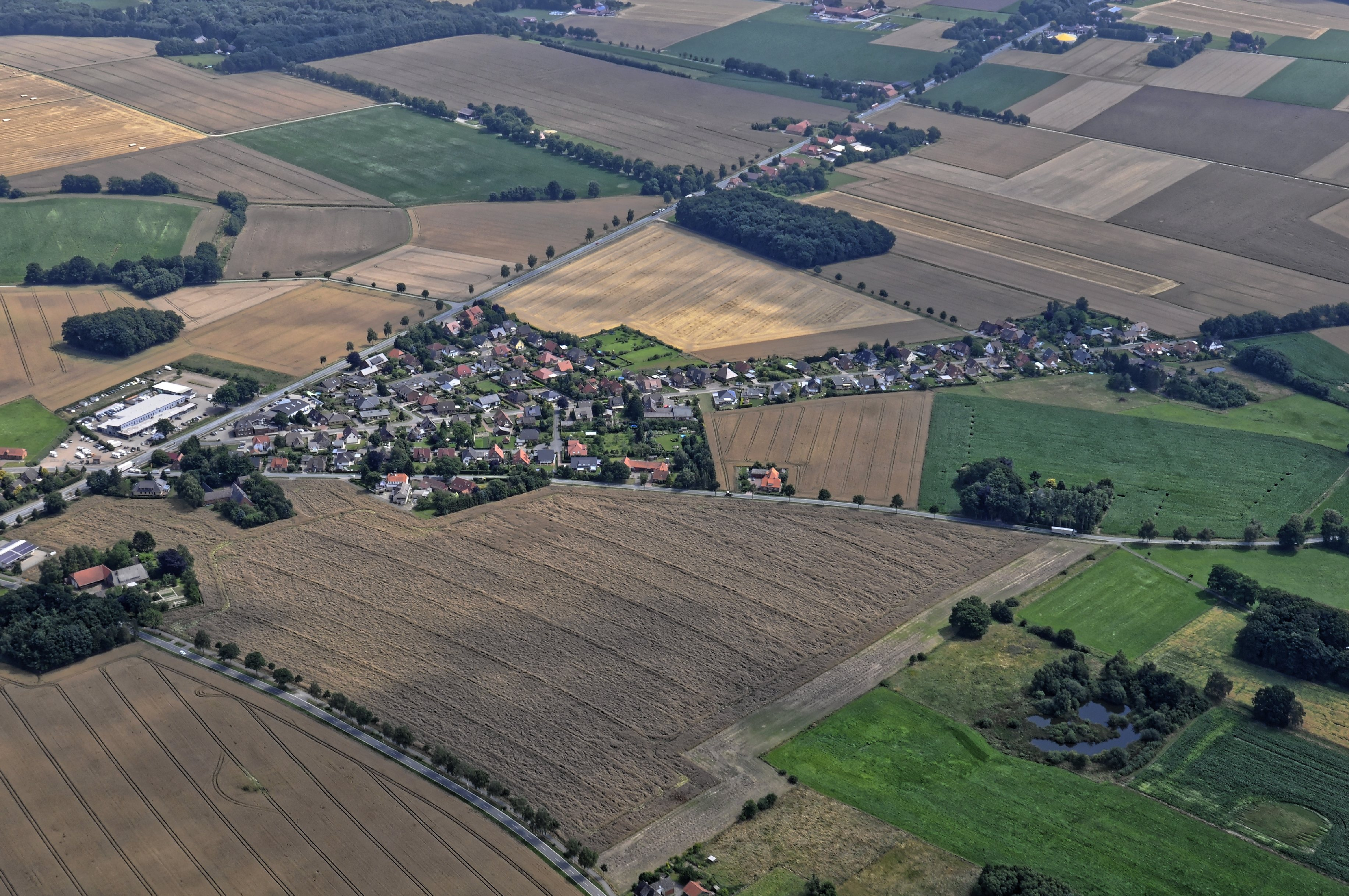
Ein Teil des Dorfes

Heiligenfelde ist ein Stadtteil der Stadt Syke im Landkreis Diepholz (Niedersachsen).

## Geografie

### Lage
Seit der Eingemeindung durch die Stadt Syke 1974 ist die vorher selbständige Gemeinde Heiligenfelde (zusammen mit Clues) ein Ortsteil der Stadt Syke.
Zum Kirchspiel Heiligenfelde gehören Henstedt, Heiligenfelde, Gödestorf, Jardinghausen und Wachendorf.

### Nachbarorte
Nachbarn von Heiligenfelde sind die Syker Ortsteile Henstedt, Steimke, Syke (Kernbereich), Schnepke, Gödestorf, Wachendorf und Jardinghausen.

## Geschichte

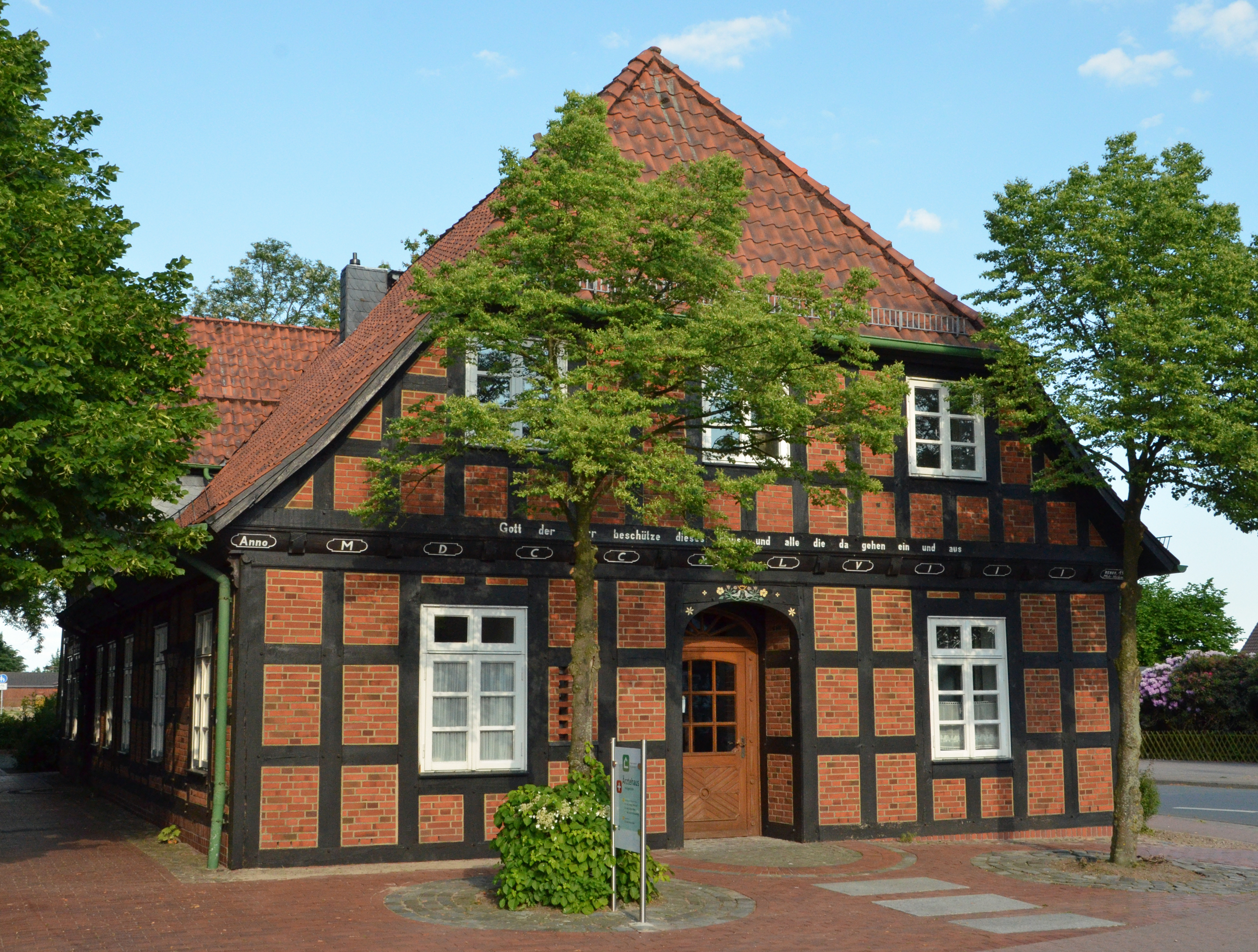
Ehem. Gasthof Kirchplatz 5, Fachwerkhaus von 1747

Die spätromanische bis frühgotische Michaels-Kirche wurde als Saalkirche wahrscheinlich ab Anfang des 13. Jahrhunderts gebaut und danach erweitert.

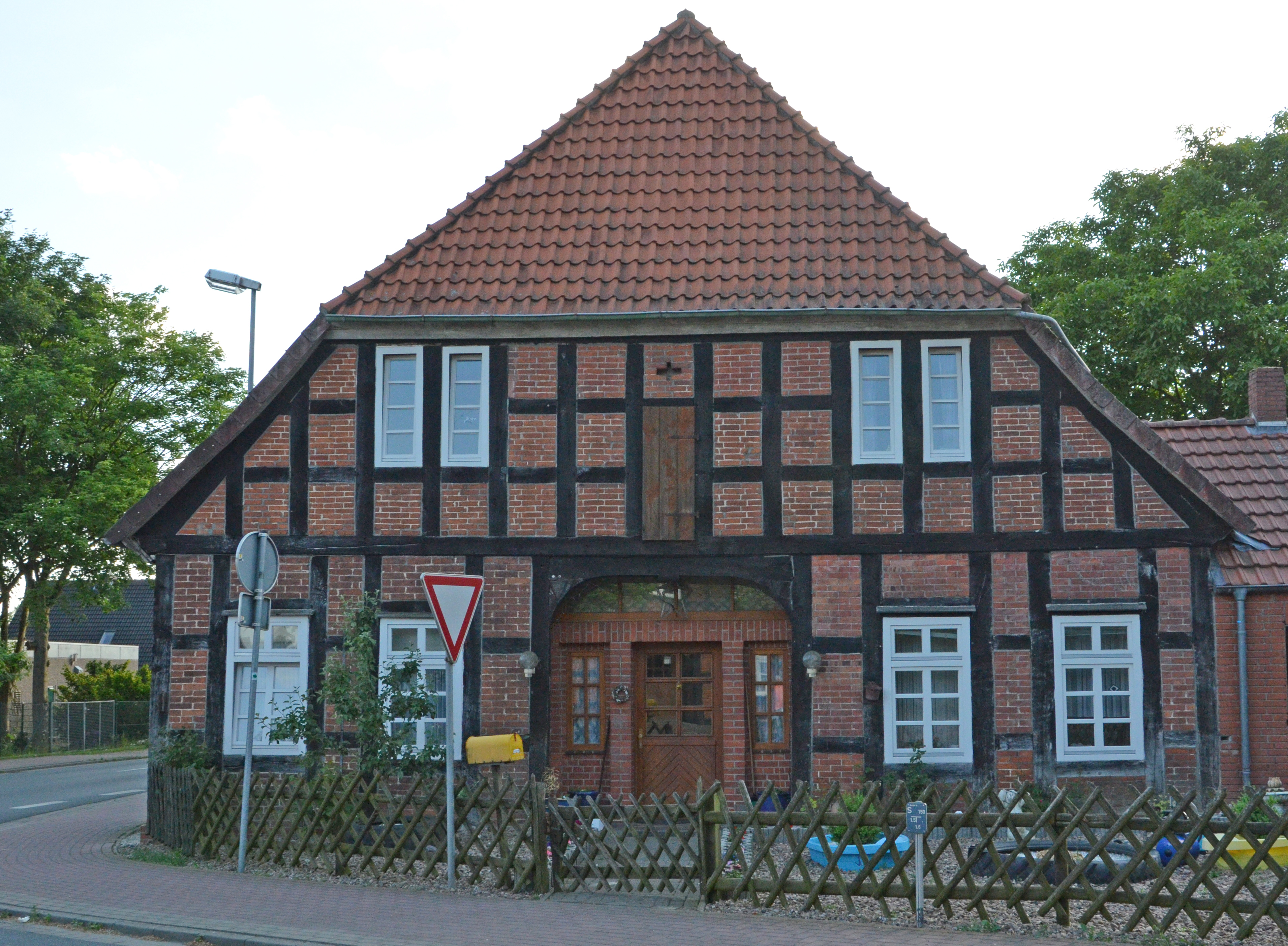
Ehem. Küsterschule von 1838

Um 1661 nahm in Heiligenfelde der aus Barrien stammende Küster Johann Schriever den Unterricht auf. Das erste Küster- und Schulhaus brannte 1719 ab und wurde sofort wieder aufgebaut. Das neue Schul- und das Küsterhaus  stammt von 1838. An der Königstraße 19 wurde 1928 eine neue Schul- und Lehrerwohnhaus gebaut und ab den 1960er Jahren ständig erweitert.
Am 1. März 1974 wurde die Gemeinde Heiligenfelde in die Stadt Syke eingegliedert.
Heiligenfelde war von 2012 bis um 2022 im Dorferneuerungsprogramm Niedersachsen.

## Einwohnerentwicklung
- 1950: 1326 Einwohner
- 1961: 1008 Einwohner[1]
- 1966: 1017 Einwohner
- 1970: 1041 Einwohner[1]
- 1982: 1136 Einwohner
- 2006: 1457 Einwohner
- 2011: 1160 Einwohner
- 2014: 1512 Einwohner

## Ortsrat
Der Ortsrat, der den Ortsteil Heiligenfelde vertritt, setzt sich aus fünf Mitgliedern zusammen. Die Ratsmitglieder werden durch eine Kommunalwahl für jeweils fünf Jahre gewählt. Die aktuelle Amtszeit begann am 1. November 2021 und endet am 31. Oktober 2026.
Bei der Kommunalwahl 2021 ergab sich folgende Sitzverteilung:
| Ortsrat 2021Insgesamt 5 Sitze - SPD: 1 - FWG: 2 - CDU: 2 |

## Verkehr

### Straßen und Wege

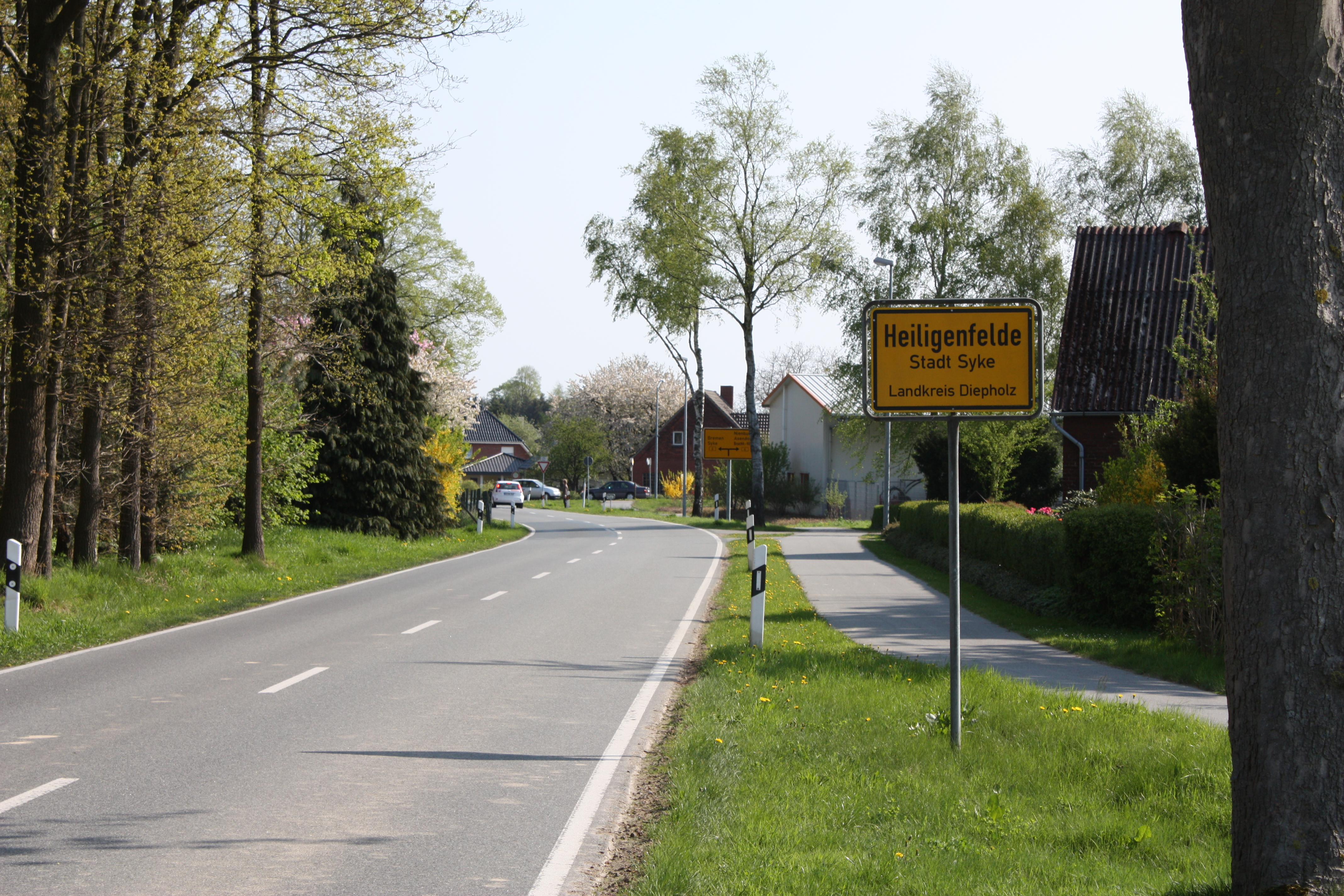
Ortseingang von Heiligenfelde

Die Bundesstraße 6 durchschneidet den Ort und schafft Verbindung zum Norden (Bremen, A 1 und A 27) und zum Süden (Hannover, A 2).
Spätestens 1974 haben alle Heiligenfelder Straßen und Wege Namen bekommen. Zur Vermeidung von Doppelbenennunge mussten einige Straßen umbenannt werden. Insgesamt gibt es in Heiligenfelde 29 Straßen und Wege, die Namen haben. Daneben gibt es einige Feldwege, die namenlos geblieben sind. Fünf gut ausgebaute Hauptstraßen unterteilen den Ort in verschiedene Bereiche:
- Hannoversche Straße, nördlicher Teil (B 6; verläuft nordwestlich nach Syke)
- Königstraße (L 356; verläuft nordöstlich nach Syke-Gödestorf)
- Heiligenfelder Straße (K 129; verläuft östlich nach Syke-Wachendorf)
- Hannoversche Straße, südlicher Teil (B 6; verläuft südöstlich nach Asendorf und weiter nach Nienburg)
- Straße Unter den Eichen / Jardinghauser Straße (L 356; verläuft südlich nach Syke-Jardinghausen und weiter nach Bassum-Neubruchhausen)
- Halbetzer Straße (K 125; verläuft westlich nach Syke-Henstedt)

Straßennamen: Am alten Schützenplatz, Am Schwarzen Meer, An der Kirche, An der Loge, Bültenkamp, Clueser Straße, Flurstraße, Flurweg, Fuchsberg, Halbetzer Straße, Hannoversche Straße, Heiligenfelder Straße, Hillerser Weg, Hude, Im Fange, Jardinghauser Weg, Kirchplatz, Königstraße, Moosenweg, Mühlenkamp, Querstraße, Ratsweg, Rehrßer Straße, Reinken Weide, Steinheide, Steinweg, Sünderkämpe, Unter den Eichen, Zum Hoope.

### Schiene
Für die ehemalige Kleinbahn Hoya-Syke-Asendorf (HSA), die dem Personen- und Gütertransport diente, hatte Heiligenfelde eine Haltestelle. Die Gleise, die von Syke bis Heiligenfelde direkt neben der B 6 verlaufen, dienen heute nur noch touristischen Zwecken. Auf ihnen verkehrt seit 2007 von Mai bis Oktober an manchen Sonntagen der Kaffkieker – von Syke bis Eystrup.

## Sehenswürdigkeiten

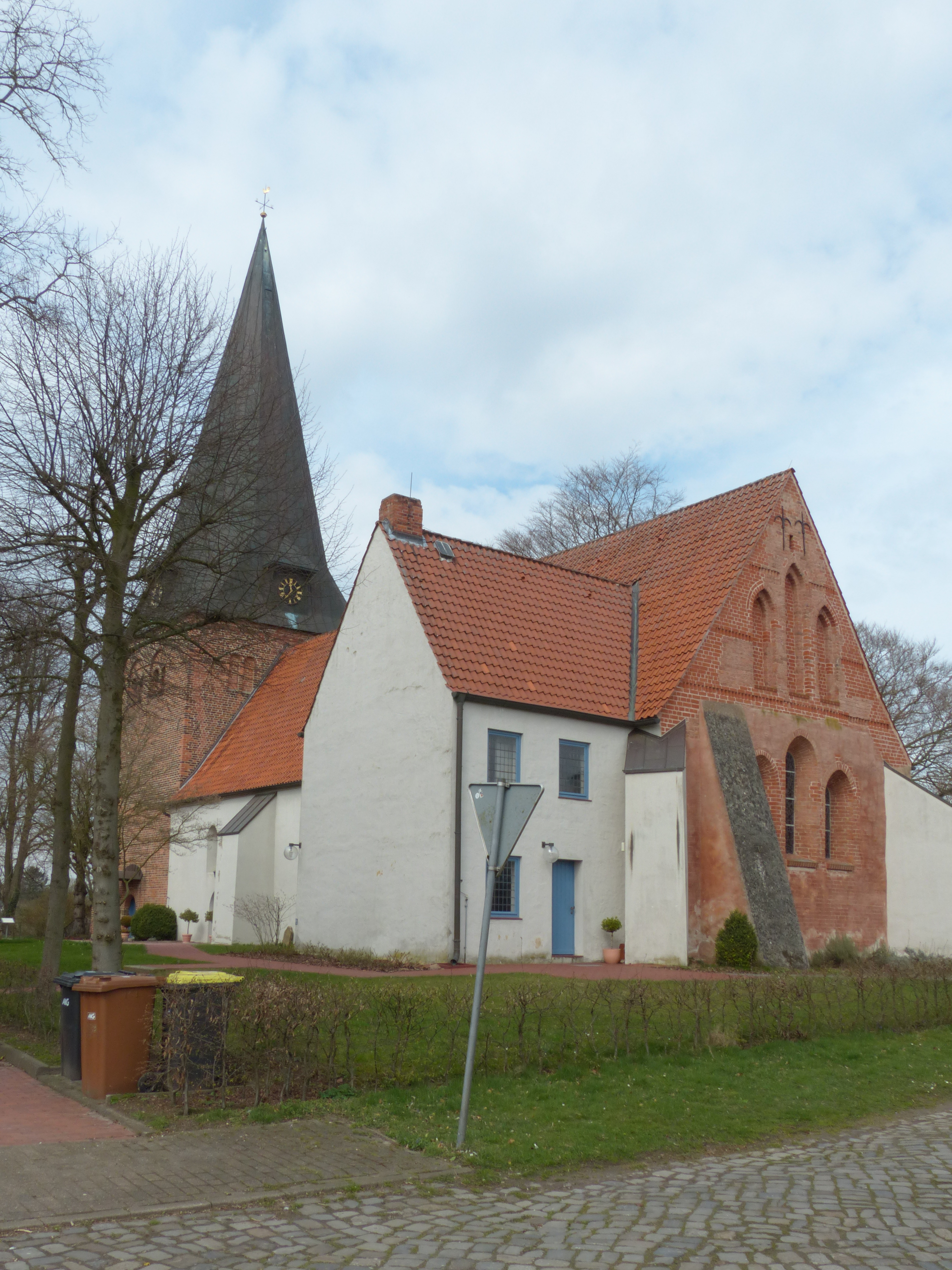
Michaels-Kirche

- In der Liste der Baudenkmale in Syke sind für Heiligenfelde sechs Baudenkmale aufgeführt.
- Ev.-luth. Michaels-Kirche: Im Kern spätromanische Feld- und Backsteinkirche vom Anfang des 13. Jahrhunderts. Mächtigen Westturm mit schiefen Pyramidenhelm. Innen: Romanisches Taufbecken aus dem 13. Jahrhundert und das Epitaph des Hooper Gutsherrn Franz Trampe aus dem frühen 17. Jahrhundert.
- Heiligenfelder Friedhof mit der Grabstätte von Rudi Carrell († 2006) und seiner zweiten Ehefrau Anke.
- Kriegerdenkmal auf dem Kirchhof der ev.-luth. Kirche mit Namen von 48 Gefallenen und 5 Vermissten aus dem Ersten Weltkrieg und  Namen von 48 Gefallenen und 17 Vermissten aus dem Zweiten Weltkrieg.

## Einrichtungen, Vereine
- Dorfgemeinschaftshaus, Clueser Str. 40
- Astrid-Lindgren-Grundschule, Königstraße 19
- Ev.-luth. Michaels-Kirche mit Friedhof und Kapelle
- Ortsfeuerwehr Heiligenfelde - Clues
- Volksbank, Heiligenfelder Str. 20
- Lebensmittelmarkt mit Poststelle
- Schützenverein von 1888, Gesangverein und die Kyffhäuser-Kameradschaft sowie der Jugendverein Heiligenfelde (JVH) von 2009

## Persönlichkeiten
- Helmut Niedfeldt (1929–2020), Fotograf